# Niedobór rynkowy
Niedobór rynkowy – sytuacja, w której wielkość popytu na dane dobro jest większa niż wielkość podaży tego dobra.
Jeśli rynek danego dobra jest wolny – tzn. możliwe są swobodne dostosowania cenowe – to przedsiębiorcy podwyższą cenę dobra do ceny równowagi – dzięki temu będą mogli zwiększyć swoje przychody, a jednocześnie ciągle znajdą się klienci chcący nabyć to dobro. Jeśli ceny nie można podwyższyć z powodu regulacji prawnych (cena maksymalna), to niedobór może się utrzymywać.
Specyficznym „rozwiązaniem” problemu niedoboru są reglamentacje towaru, np. system kartkowy w PRL.